# Comisión de Asuntos Mongoles y Tibetanos
 La Comisión de Asuntos Mongoles y Tibetanos fue la comisión a nivel ministerial del Yuan Ejecutivo de la República de China encargada de llevar a término las relaciones diplomáticas y culturales entre Taiwán y el Tíbet y Mongolia. Desde el 15 de septiembre de 2017, se encuentra disuelta, con todos sus efectivos transferidos al Ministerio de Cultura.  
El primer precursor de la Comisión fue la Oficina de Mongolia ( en chino tradicional, 蒙古衙門 ; en manchú: ᠮᠣᠩᡤᠣ ᠵᡠᡵᡤᠠᠨ ), creado durante la dinastía Qing en 1636 para supervisar la relación del Emperador con sus súbditos en Mongolia y el Tíbet. En 1639 se renombró como el Yuan Lifan, que pasó a ser el Concilio de Asuntos Minoritarios durante el mandato del Emperador Kangxi, adquiriendo el rango de ministerio (en chino tradicional, 理藩部) en 1906, bajo el Emperador Guangxu. [cita requerida]
Tras la Revolución Xinhai y el colapso de la dinastía Qing, en abril de 1912 dicho ministerio fue reemplazado por la Agencia de Asuntos de Mongoles y Tibetanos, dependiente del Ministerio del Interior. En julio, la agencia pasó nuevamente a llamarse Oficina de Asuntos Mongoles  y Tibetanos, y pasó a depender del Yuan de Asuntos Estatales. En 1914, fue reorganizado y quedó directamente bajo la supervisión del Presidente. El 1 de febrero de 1929, finalmente, se renombró como Comisión de Asuntos de Mongoles y Tibetanos. Tras de la revolución comunista de 1949 y el traslado del gobierno central de China a Taiwán, antigua provincia Qing convertida en colonia que fue adquirida a Japón en 1945 tras el final de la Segunda Guerra Mundial, la Comisión cesó sus actividades en el Tíbet y Mongolia, aunque siguió sirviendo como un organismo gubernamental que ayudó en la relación entre los mongoles étnicos y los tibetanos en Taiwán. 
Después del levantamiento tibetano de 1959, Chiang Kai-shek anunció en su Carta a los compatriotas tibetanos ( en chino tradicional, 告西藏同胞書; pinyin, Gào Xīzàng Tóngbāo Shū ) que la política de la República de China sería ayudar al pueblo tibetano a derrocar el gobierno de la República Popular China en el Tíbet. La Comisión envió agentes secretos a la India para difundir propaganda pro Kuomintang (KMT) y anticomunista entre los exiliados tibetanos. De 1971 a 1978,  reclutó a niños de etnia tibetana de India y Nepal para estudiar en Taiwán, con la expectativa de que trabajaran para un gobierno de la República de China que regresara al continente.
El 14 de agosto de 2017, el Yuan Ejecutivo, dirigido por el Partido Democrático Progresista, de mentalidad independentista, anunció que la Comisión se disolvería a finales de año, eliminándolo de los presupuestos de 2018. Sus empleados y responsabilidades fueron reasignados a dos entidades: el Centro Cultural Mongol y Tibetano dependiente del Ministerio de Cultura, y el Departamento ampliado de Asuntos de Hong Kong, Macao, Mongolia Interior y Tíbet, dependiente del Consejo de Asuntos Continentales . El Presidente Lobsang Sangay, de la Administración Central Tibetana en Dharamshala, acogió con satisfacción la medida, calificándo a la Comisión de "punto delicado y fuente de malentendidos entre tibetanos y taiwaneses".

## Estructura organizativa

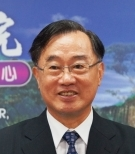
Hsu Jan-yau, último Ministro de la Comisión de Asuntos Mongoles y Tibetanos.

Su estructura incluía los siguientes cargos:
- Comisionado
- Oficina de la secretaria
- Oficina del Consejero
- Departamento de Asuntos Mongoles
- Departamento de Asuntos Tibetanos
- Departamento de Asuntos Generales
- Compilación y traducción
- Oficina de Contabilidad
- Personal de oficina
- Oficina de Ética en el Servicio Civil

## Ministros
Partido político:      Kuomintang     Candidato Independiente     Partido Progresista Democrático (República de China)  
| #  | Nombre                                | Periodo de Servicio      | Periodo de Servicio      | Días | Partido Político                                     | Primer Ministro                                         |
| -- | ------------------------------------- | ------------------------ | ------------------------ | ---- | ---------------------------------------------------- | ------------------------------------------------------- |
| 1  | Yan Xishan (閻錫山)                   | 27 de diciembre de 1928  | 5 de abril de 1930       | 464  | Kuomintang                                           | Tan Yankai                                              |
| 2  | Ma Fuxiang (馬福祥)                   | 8 de septiembre de 1930  | 30 de diciembre de 1931  | 478  | Kuomintang                                           | Tan Yankai Chiang Kai-shek                              |
| 3  | Shi Qingyang (石青陽)                 | 30 de diciembre de 1931  | 15 de marzo de 1935      | 1171 | Kuomintang                                           | Sun Fo Wang Jingwei                                     |
| 4  | Huang Mu-sung (黃慕松)                | 1935 de marzo de 15      | 1936 de julio de 29      | 502  | Kuomintang                                           | Wang Jingwei Chiang Kai-shek                            |
| 5  | Lin Yungai (林雲陔)                   | 29 de julio de 1936      | 8 de agosto de 1936      | 10   | Kuomintang                                           | Chiang Kai-shek                                         |
| 6  | Wu Zhongxin (吳忠信)                  | 8 de agosto de 1936      | 6 de diciembre de 1944   | 3048 | Kuomintang                                           | Chiang Kai-shek H. H. KungChiang Kai-shek               |
| 7  | Leung Kam Lo (羅良鑒)[cita requerida] | 06 de diciembre de 1944  | 23 de abril de 1947      | 868  | Kuomintang                                           | Chiang Kai-shek T. V. Soong                             |
| 8  | Xu Shiying (許世英)                   | 23 de abril de 1947      | 26 de noviembre de 1948  | 642  | Kuomintang                                           | Zhang Qun Weng Wenhao                                   |
| 9  | Serengdongrub (白雲梯)                | 26 de noviembre de 1948  | 06 de junio de 1949      | 192  | Kuomintang                                           | Sun Fo He Yingqin                                       |
| 10 | Guan Jiyu (關吉玉)                    | 6 de junio de 1949       | 23 de noviembre de 1949  | 170  | Kuomintang                                           | He Yingqin Yan Xishan                                   |
| 11 | Zhou Kuntian (周昆田)                 | 23 de noviembre de 1949  | 10 de marzo de 1950      | 107  | Kuomintang                                           | Yan Xishan                                              |
| 12 | Yu Ching-tang (余井塘)                | 10 de marzo de 1950      | 22 de febrero de 1951    | 349  | Kuomintang                                           | Chen Cheng                                              |
| 13 | Tien Chung-chin (田炯錦)              | 22 de febrero de 1951    | 25 de mayo de 1954       | 1188 | Kuomintang                                           | Chen Cheng                                              |
| 14 | Liu Lianke (劉廉克)                   | 25 de mayo de 1954       | 14 de julio de 1958      | 1511 | Kuomintang                                           | Chen Cheng Yu Hung-Chun                                 |
| 15 | Lee Yong-xin (李永新)                 | 14 de julio de 1958      | 30 de mayo de 1960       | 686  | Kuomintang                                           | Chen Cheng                                              |
| 16 | Tien Chung-chin (田炯錦)              | 30 de mayo de 1960       | 14 de diciembre de 1963  | 1293 | Kuomintang                                           | Chen Cheng                                              |
| 17 | Guo Jiqiao (郭寄嶠)                   | 14 de diciembre de 1963  | 29 de mayo de 1972       | 3089 | Kuomintang                                           | Chen Cheng Yen Chia-kan                                 |
| 18 | Chui Yan Cui (崔垂言)[cita requerida] | 29 de mayo de 1972       | Noviembre de 1981        | -    | Kuomintang                                           | Yen Chia-kan Chiang Ching-kuo Sun Yun-suan              |
| 19 | Xie Renyang (薛人仰)                  | Noviembre de 1981        | Mayo de 1984             | -    | Kuomintang                                           | Sun Yun-suan                                            |
| 20 | Dong Shufan (董樹藩)                  | Mayo de 1984             | Marzo de 1986            | -    | Kuomintang                                           | Sun Yun-suan Yu Kuo-hua                                 |
| 21 | Wu Hua-peng (吳化鵬)                  | Abril de 1986            | 26 de febrero de 1993    | -    | Kuomintang                                           | Yu Kuo-hua Lee Huan Hau Pei-tsun                        |
| 22 | Zhang Junyi (張駿逸)                  | 27 de febrero de 1993    | 14 de diciembre de 1994  | 655  | Kuomintang                                           | Lien Chan                                               |
| 23 | Lee Hou-kao (李厚高)                  | 15 de diciembre de 1994  | 31 de agosto de 1997     | 990  | Kuomintang                                           | Lien Chan                                               |
| 24 | Kao Koong-lian (高孔廉)               | 1 de septiembre de 1997  | 19 de mayo de 2000       | 991  | Kuomintang                                           | Vincent Siew                                            |
| 25 | Hsu Cheng-kuang (徐正光)              | 20 de mayo de 2000       | 31 de enero de 2002      | 621  |                                                      | Tang Fei Chang Chun-hsiung                              |
| 26 | Hsu Chih-hsiung (許志雄)              | 1 de febrero de 2002     | 19 de mayo de 2008       | 2299 | Partido Progresista Democrático (República de China) | Yu Shyi-kun Frank Hsieh Su Tseng-changChang Chun-hsiung |
| 27 | Kao Su-po (高思博)                    | 20 de mayo de 2008       | 08 de febrero de 2011    | 994  | Kuomintang                                           | Liu Chao-shiuan Wu Den-yih                              |
| 28 | Luo Ying-shay (羅瑩雪)                | 09 de febrero de 2011    | 29 de septiembre de 2013 | 963  | Kuomintang                                           | Wu Den-yih Chen Chun Jiang Yi-huah                      |
| —  | Chen Ming-jen (陳明仁)                | 30 de septiembre de 2013 | 22 de octubre de 2013    | 22   |                                                      | Jiang Yi-huah                                           |
| 29 | Jaclyn Tsai (蔡玉玲)                  | 22 de octubre de 2013    | 19 de mayo de 2016       | 940  | Independent                                          | Jiang Yi-huah Mao Chi-kuoChang San-cheng                |
| 30 | Lin Mei-chu (林美珠)                  | 20 de mayo de 2016       | 7 de febrero de 2017     | 263  | Independent                                          | Lin Chuan                                               |
| 31 | Hsu Jan-yau (許璋瑤)                  | 8 de febrero de 2017     | 15 de septiembre de 2017 | 219  | Independent                                          | Lin Chuan William Lai                                   |

## Otros miembros notables
- Thubten Choekyi Nyima, 9.º Panchen Lama
- Wu Heling
- Pandatsang Rapga

## Centro de Cultura Mongola y Tibetana
El Centro de Cultura Mongola y Tibetana ( en chino tradicional, 蒙藏文化中心; pinyin, Měng-Zàng Wénhuà Zhōngxīn ) fue originalmente administrado por la Comisión de Asuntos Mongoles y Tibetanos. Está ubicado en el distrito Daan de Taipéi, cerca de la Gran Mezquita de Taipéi. El Centro se estableció en 1993 en la antigua residencia del Changkya Khutukhtu, Lobsang Pelden Tenpe Dronme, quien huyó a Taiwán después de la guerra civil china en 1949. El edificio incorpora características arquitectónicas tradicionales tibetanas. También incluye un área de exhibición de artefactos culturales, una sala de lectura, una sala de conferencias y una sala de oración para el Changkya Khutukhtu.  Tras la disolución de la comisión, la gestión del centro pasó a manos del Ministerio de Cultura .